# روبرت فينش (كاتب)
روبرت فينش (بالإنجليزية: Robert Finch)‏ هو كاتب أمريكي، ولد في 1943.